# Tecuci
Tecuci est une municipalité de Moldavie roumaine, dans le județ de Galați, sur la rivière Bârlad.

## Histoire
Durant le néolithique, Tecuci faisait partie de la civilisation de Coucouteni-Tripolie. Pendant l'antiquité, elle faisait partie de la Dacie et était habitée par les Carpiens. Suivent les invasions barbares, et après le passage des Goths et de nombreux peuples cavaliers nomades d'origines diverses, trois cultures vont dominer la région de Tecuci : celle des Slaves (arrivés au VIe siècle), celles des Magyars (arrivés au IXe siècle, qui appellent la région Etelköz) et celle des Coumans (arrivés au XIIIe siècle), assimilés au fil du temps par les Proto-roumains qui finissent, en 1359, par émanciper leur principauté de Moldavie des tutelles ruthène et hongroise.
Dans son Origine des Roumains, le philologue Alexandru Philippide pense que le nom de la ville vient du couman (une langue turque) "tehek-uç" signifiant « bord », « marge » ou « marche ». L'historien Victor Spinei partage cette opinion, mais selon Ion Bogdan et selon Iorgu Iordan, dans sa Toponymie roumaine, l'étymologie pourrait aussi dériver du mot Tekek signifiant soit « cours d'eau » en slave, soit « bouillons » en hongrois. 
En 1859, la Moldavie, en s'unissant à la Valachie, forme la Roumanie : Tecuci est depuis lors une ville roumaine.
Comme toute la Roumanie, Tecuci a souffert des régimes dictatoriaux carliste, fasciste et communiste de février 1938 à décembre 1989, mais connaît à nouveau la démocratie et renaît économiquement et culturellement depuis la Libération de 1989 et depuis son entrée dans l’Union européenne en 2007.

## Démographie
La ville de Tecuci avait en 2009, une population estimée de 42 468 habitants.

## Politique
| Parti | Parti                                                 | Sièges |
| ----- | ----------------------------------------------------- | ------ |
|       | Parti social-démocrate (PSD)                          | 9      |
|       | Parti national libéral (PNL)                          | 4      |
|       | Parti Mouvement populaire (PMP)                       | 2      |
|       | Alliance des libéraux et démocrates (ALDE)            | 2      |
|       | Union nationale pour le progrès de la Roumanie (UNPR) | 1      |
|       | Indépendant                                           | 1      |